# Sigma Canis Majoris
Unurgunite  eller Sigma Canis Majoris, (σ Canis Majoris, förkortat Sigma CMa, σ CMa), som är stjärnans Bayer-beteckning, är en ensam stjärna i den södra delen av stjärnbilden Stora hunden. Den har en genomsnittlig skenbar magnitud på +3,47 och är synlig för blotta ögat där ljusföroreningar ej förekommer. Baserat på parallaxmätningar i Hipparcos-uppdraget på ca 2,9 mas beräknas den befinna sig på ca 1 120 ljusårs (340 parsek) avstånd från solen.

## Nomenklatur
Sigma Canis Majoris har det traditionella namnet Unurgunite i Boorongs kultur, en klan av det inhemska Maligundidj-folket i nordvästra Victoria i Australien, som såg den som en fadersfigur som kämpar mot månen, flankerad av sina hustrur (stjärnorna Delta och Epsilon Canis Majoris).
År 2016 organiserade Internationella astronomiska unionen en arbetsgrupp för stjärnnamn (WGSN)  med uppgift att katalogisera och standardisera egennamn för stjärnor. WGSN fastställde namnet Unurgunite för Sigma Canis Majoris i september 2017 vilket nu ingår i listan över IAU-godkända stjärnnamn.

## Egenskaper
Sigma Canis Majoris är en blå till vit superjättestjärna av spektralklass K4 III, som ligger i de sena stadierna av dess utveckling och har förbrukat vätet i dess kärna. Den har en massa som är ca 12 gånger solens massa, en radie som är ca 420 gånger större än solens och utsänder ca 31 000 gånger mera energi än solen från dess fotosfär vid en effektiv temperatur på ca 3 750 K.
Sigma Canis Majoris, eller 22 Canis Majoris, är en långsam irreguljär variabel (LC). Den varierar mellan visuell magnitud +3,43 och 3,51 utan någon skönjbar periodicitet. Den har ett magnetfält med styrka under 1 G 
och är listad som en möjlig supernova av typ II. Instrument kan mäta neutrinoflöde som skulle fungera som en förvarning om att supernova-explosionen startar.